# Lauritzenia furtadoi
Lauritzenia furtadoi är en kvalsterart som först beskrevs av Balogh och Sandór Mahunka 1974.  Lauritzenia furtadoi ingår i släktet Lauritzenia och familjen Haplozetidae. Inga underarter finns listade i Catalogue of Life.